# Ragusa, Ý
Ragusa là một thành phố ở tỉnh Ragusa trong vùng Sicilia miền nam nước Ý. Đô thị Ragusa, Ý có diện tích ki lô mét vuông, dân số thời điểm năm 2007 là 75.000 người. Đô thị này có các đơn vị dân cư sau: Các đô thị giáp ranh: Thành phố được xây dựng trên một ngọn đồi đá vôi rộng giữa hai thung lũng sâu, Cava San Leonardo và Cava ông già Noel Domenica. Cùng với bảy thành phố khác ở Val di Noto, nó được liệt kê trong số các địa điểm di sản thế giới của UNESCO.